# Bundestagswahlkreis Vogtlandkreis
Der Bundestagswahlkreis Vogtlandkreis (Wahlkreis 165) ist ein Wahlkreis in Sachsen. Er umfasst den Vogtlandkreis und besteht in der heutigen Form seit der Bundestagswahl 2002. Damals wurde er um den ehemaligen Landkreis Klingenthal erweitert.
Direkt gewählter Abgeordneter ist Mathias Weiser.

## Geschichte und Wahlkreisabgeordnete
Bei den Bundestagswahlen 1990 bis 1998 war der damalige bzw. später ehemalige Landkreis Klingenthal noch in einem anderen Wahlkreis organisiert.
Da Sachsen zur Bundestagswahl 2009 einen Wahlkreis verlor und außerdem in Sachsen im Jahre 2008 eine größere Kreisreform stattfand, wurden die meisten sächsischen Wahlkreise neu abgegrenzt. Der bereits 2002 um den ehemaligen Landkreis Klingenthal erweiterte Wahlkreis Vogtlandkreis veränderte sich dabei flächenmäßig nicht, sondern es wurden nur sein Name und seine Nummer angepasst. Auch zur Wahl 2025 erhielt der Wahlkreis eine neue Nummer.
| Wahl | Abgeordneter | Abgeordneter      | Partei | Stimmen in %      | Wahlkreisname                                  | Gebiet |
| ---- | ------------ | ----------------- | ------ | ----------------- | ---------------------------------------------- | --- |
| 1990 |              | Bertram Wieczorek | CDU    | 48,7              | 328 Reichenbach – Plauen – Auerbach – Oelsnitz | Plauen, Landkreis Reichenbach, Landkreis Plauen, Landkreis Auerbach, Landkreis Oelsnitz (ohne Landkreis Klingenthal) |
| 1994 |              | Rudolf Braun      | CDU    | 48,5              | 328 Reichenbach – Plauen – Auerbach – Oelsnitz | Plauen, Landkreis Reichenbach, Landkreis Plauen, Landkreis Auerbach, Landkreis Oelsnitz (ohne Landkreis Klingenthal) |
| 1998 |              | Rolf Schwanitz    | SPD    | 37,7              | 328 Reichenbach – Plauen – Auerbach – Oelsnitz | Plauen, Landkreis Reichenbach, Landkreis Plauen, Landkreis Auerbach, Landkreis Oelsnitz (ohne Landkreis Klingenthal) |
| 2002 |              | Robert Hochbaum   | CDU    | 35,0              | 168 Vogtland – Plauen                          | Vogtlandkreis, Plauen                                                                                                |
| 2005 | 36,1         | Robert Hochbaum   | CDU    |                   | 168 Vogtland – Plauen                          | Vogtlandkreis, Plauen                                                                                                |
| 2009 | 40,9         | Robert Hochbaum   | CDU    | 167 Vogtlandkreis | Vogtlandkreis                                  | |
| 2013 | 48,3         | Robert Hochbaum   | CDU    | 166 Vogtlandkreis | Vogtlandkreis                                  | |
| 2017 |              | Yvonne Magwas     | CDU    | 166 Vogtlandkreis | Vogtlandkreis                                  | 35,0 |
| 2021 | 27,7         | Yvonne Magwas     | CDU    | 166 Vogtlandkreis | Vogtlandkreis                                  | |
| 2025 |              | Mathias Weiser    | AfD    | 43,3              | Vogtlandkreis                                  | 165 Vogtlandkreis |

## Wahlergebnisse

### Bundestagswahl 2025
| Kandidaten                                             | Kandidaten                  | Parteien/Listen       | Erststimmen | Erststimmen | Zweitstimmen | Zweitstimmen |
| Kandidaten                                             | Kandidaten                  | Parteien/Listen       | Stimmen     | %           | Stimmen      | %            |
| ------------------------------------------------------ | --------------------------- | --------------------- | ----------- | ----------- | ------------ | ------------ |
|                                                        | Maik Linke                  | SPD                   | 13.975      | 10,0        | 12.388       | 8,8          |
|                                                        | Robert Hochbaum             | CDU                   | 37.770      | 27,0        | 30.406       | 21,6         |
|                                                        | Olaf Horlbeck               | Bündnis 90/Die Grünen | 4.526       | 3,2         | 4.437        | 3,2          |
|                                                        | Torsten Schnurre            | FDP                   | 3.413       | 2,4         | 4.096        | 2,9          |
|                                                        | Mathias Weisergewählt im WK | AfD                   | 60.672      | 43,3        | 57.139       | 40,6         |
|                                                        | Simon Zwintzscher           | Die Linke             | 13.336      | 9,5         | 10.935       | 7,8          |
|                                                        | Jürgen Petzold              | Freie Wähler          | 6.298       | 4,5         | 2.346        | 1,7          |
|                                                        | –                           | Tierschutzpartei      | –           | –           | 1.770        | 1,3          |
|                                                        | –                           | Die PARTEI            | –           | –           | 680          | 0,5          |
|                                                        | –                           | Piraten               | –           | –           | 162          | 0,1          |
|                                                        | –                           | Volt                  | –           | –           | 352          | 0,3          |
|                                                        | –                           | PdH                   | –           | –           | 88           | 0,1          |
|                                                        | –                           | MLPD                  | –           | –           | 64           | 0,0          |
|                                                        | –                           | Bündnis Deutschland   | –           | –           | 309          | 0,2          |
|                                                        | –                           | BSW                   | –           | –           | 15.555       | 11,1         |
| Gesamt                                                 | Gesamt                      | Gesamt                | 139.990     | 100         | 140.727      | 100          |
|                                                        |                             |                       |             |             |              |              |
| Ungültige Stimmen                                      | Ungültige Stimmen           | Ungültige Stimmen     | 1.596       | 1,1         | 859          | 0,6          |
| Wähler                                                 | Wähler                      | Wähler                | 141.586     | 79,6        | 141.586      | 79,6         |
| Wahlberechtigte                                        | Wahlberechtigte             | Wahlberechtigte       | 177.951     |             | 177.951      |              |
|                                                        |                             |                       |             |             |              |              |
| Quellen: Die Bundeswahlleiterin, Kandidaten – Ergebnis |                             |                       |             |             |              |              |

### Bundestagswahl 2021
| Kandidaten                                          | Kandidaten                 | Parteien/Listen      | Erststimmen | Erststimmen | Zweitstimmen | Zweitstimmen |
| Kandidaten                                          | Kandidaten                 | Parteien/Listen      | Stimmen     | %           | Stimmen      | %            |
| --------------------------------------------------- | -------------------------- | -------------------- | ----------- | ----------- | ------------ | ------------ |
|                                                     | Mathias Weiser             | AfD                  | 36.388      | 26,8        | 34.112       | 25,1         |
|                                                     | Yvonne Magwasgewählt im WK | CDU                  | 37.637      | 27,7        | 26.782       | 19,7         |
|                                                     | Johannes Höfer             | Die Linke            | 12.655      | 9,3         | 12.058       | 8,9          |
|                                                     | Kay Burmeister             | SPD                  | 26.413      | 19,5        | 30.436       | 22,4         |
|                                                     | André Ludwig               | FDP                  | 11.512      | 8,5         | 13.708       | 10,1         |
|                                                     | Olaf Horlbeck              | GRÜNE                | 6.378       | 4,7         | 6.263        | 4,6          |
|                                                     | –                          | Tierschutzpartei     | –           | –           | 3.181        | 2,3          |
|                                                     | –                          | Die PARTEI           | –           | –           | 1.676        | 1,2          |
|                                                     | –                          | NPD                  | –           | –           | 291          | 0,2          |
|                                                     | –                          | FREIE WÄHLER         | –           | –           | 2.155        | 1,6          |
|                                                     | –                          | PIRATEN              | –           | –           | 340          | 0,2          |
|                                                     | Dietmar Günter Eichhorn    | ÖDP                  | 970         | 0,7         | 364          | 0,3          |
|                                                     | –                          | V-Partei³            | –           | –           | 82           | 0,1          |
|                                                     | –                          | MLPD                 | –           | –           | 73           | 0,1          |
|                                                     | Mario Falcke               | dieBasis             | 2.339       | 1,7         | 2.048        | 1,5          |
|                                                     | –                          | Bündnis C            | –           | –           | 779          | 0,6          |
|                                                     | Udo Sieghart               | III. Weg             | 515         | 0,4         | 459          | 0,3          |
|                                                     | –                          | DKP                  | –           | –           | 88           | 0,1          |
|                                                     | –                          | Die Humanisten       | –           | –           | 157          | 0,1          |
|                                                     | –                          | Gesundheitsforschung | –           | –           | 652          | 0,5          |
|                                                     | –                          | Team Todenhöfer      | –           | –           | 248          | 0,2          |
|                                                     | –                          | Volt                 | –           | –           | 191          | 0,1          |
|                                                     | Claus Joachim Gerisch      | Einzelbewerber       | 277         | 0,2         | –            | –            |
|                                                     | David Drechsel             | LKR                  | 667         | 0,5         | –            | –            |
| Gesamt                                              | Gesamt                     | Gesamt               | 135.751     | 100         | 136.143      | 100          |
|                                                     |                            |                      |             |             |              |              |
| Ungültige Stimmen                                   | Ungültige Stimmen          | Ungültige Stimmen    | 2.065       | 1,5         | 1.673        | 1,2          |
| Wähler                                              | Wähler                     | Wähler               | 137.816     | 74,5        | 137.816      | 74,5         |
| Wahlberechtigte                                     | Wahlberechtigte            | Wahlberechtigte      | 184.973     |             | 184.973      |              |
|                                                     |                            |                      |             |             |              |              |
| Quellen: Der Bundeswahlleiter, Kandidaten – Stimmen |                            |                      |             |             |              |              |

### Bundestagswahl 2017
| Kandidaten                     | Kandidaten                 | Parteien/Listen   | Erststimmen | Erststimmen | Zweitstimmen | Zweitstimmen |
| Kandidaten                     | Kandidaten                 | Parteien/Listen   | Stimmen     | %           | Stimmen      | %            |
| ------------------------------ | -------------------------- | ----------------- | ----------- | ----------- | ------------ | ------------ |
|                                | Yvonne Magwasgewählt im WK | CDU               | 49.104      | 35,0        | 42.604       | 30,2         |
|                                | Maik Schwarz               | Die Linke         | 21.809      | 15,5        | 22.578       | 16,0         |
|                                | Eric Axel Holtschke        | SPD               | 15.538      | 11,1        | 16.043       | 11,4         |
|                                | Ulrich Lupart              | AfD               | 36.428      | 26,0        | 37.217       | 26,4         |
|                                | Oliver Bittmann            | GRÜNE             | 5.292       | 3,8         | 4.266        | 3,0          |
|                                | –                          | NPD               | –           | –           | 1.437        | 1,0          |
|                                | Uwe Gerald Geisler         | FDP               | 7.836       | 5,6         | 10.154       | 7,2          |
|                                | –                          | PIRATEN           | –           | –           | 415          | 0,3          |
|                                | –                          | FREIE WÄHLER      | –           | –           | 1.299        | 0,9          |
|                                | –                          | BüSo              | –           | –           | 79           | 0,1          |
|                                | –                          | MLPD              | –           | –           | 144          | 0,1          |
|                                | –                          | BGE               | –           | –           | 355          | 0,3          |
|                                | –                          | DiB               | –           | –           | 255          | 0,2          |
|                                | –                          | ÖDP               | –           | –           | 311          | 0,2          |
|                                | –                          | Die PARTEI        | –           | –           | 1.495        | 1,1          |
|                                | –                          | Tierschutzpartei  | –           | –           | 2.046        | 1,5          |
|                                | –                          | V-Partei³         | –           | –           | 163          | 0,1          |
|                                | Roberto Rink               | Einzelbewerber    | 4.348       | 3,1         | –            | –            |
| Gesamt                         | Gesamt                     | Gesamt            | 140.355     | 100         | 140.861      | 100          |
|                                |                            |                   |             |             |              |              |
| Ungültige Stimmen              | Ungültige Stimmen          | Ungültige Stimmen | 2.420       | 1,7         | 1.914        | 1,3          |
| Wähler                         | Wähler                     | Wähler            | 142.775     | 73,9        | 142.775      | 73,9         |
| Wahlberechtigte                | Wahlberechtigte            | Wahlberechtigte   | 193.081     |             | 193.081      |              |
|                                |                            |                   |             |             |              |              |
| Quellen: Der Bundeswahlleiter, |                            |                   |             |             |              |              |

### Bundestagswahl 2013
| Kandidaten                     | Kandidaten                   | Parteien/Listen   | Erststimmen | Erststimmen | Zweitstimmen | Zweitstimmen |
| Kandidaten                     | Kandidaten                   | Parteien/Listen   | Stimmen     | %           | Stimmen      | %            |
| ------------------------------ | ---------------------------- | ----------------- | ----------- | ----------- | ------------ | ------------ |
|                                | Robert Hochbaumgewählt im WK | CDU               | 65.743      | 48,3        | 60.466       | 44,2         |
|                                | Janina Pfau                  | Die Linke         | 26.707      | 19,6        | 27.617       | 20,2         |
|                                | Benjamin Frank Zabel         | SPD               | 28.172      | 20,7        | 21.885       | 16,0         |
|                                | Martin Treeck                | FDP               | 3.533       | 2,6         | 3.836        | 2,8          |
|                                | Hanna Susanne Agnes Russo    | GRÜNE             | 3.540       | 2,6         | 4.569        | 3,3          |
|                                | Arne Schimmer                | NPD               | 5.693       | 4,2         | 4.322        | 3,2          |
|                                | –                            | BüSo              | –           | –           | 148          | 0,1          |
|                                | –                            | MLPD              | –           | –           | 129          | 0,1          |
|                                | –                            | AfD               | –           | –           | 9.095        | 6,7          |
|                                | –                            | pro Deutschland   | –           | –           | 488          | 0,4          |
|                                | –                            | FREIE WÄHLER      | –           | –           | 1.537        | 1,1          |
|                                | Kai Grünler                  | PIRATEN           | 2.746       | 2,0         | 2.603        | 1,9          |
| Gesamt                         | Gesamt                       | Gesamt            | 136.134     | 100         | 136.695      | 100          |
|                                |                              |                   |             |             |              |              |
| Ungültige Stimmen              | Ungültige Stimmen            | Ungültige Stimmen | 2.656       | 1,9         | 2.095        | 1,5          |
| Wähler                         | Wähler                       | Wähler            | 138.790     | 68,7        | 138.790      | 68,7         |
| Wahlberechtigte                | Wahlberechtigte              | Wahlberechtigte   | 201.934     |             | 201.934      |              |
|                                |                              |                   |             |             |              |              |
| Quellen: Der Bundeswahlleiter, |                              |                   |             |             |              |              |

### Bundestagswahl 2009
| Kandidaten                     | Kandidaten                   | Parteien/Listen   | Erststimmen | Erststimmen | Zweitstimmen | Zweitstimmen |
| Kandidaten                     | Kandidaten                   | Parteien/Listen   | Stimmen     | %           | Stimmen      | %            |
| ------------------------------ | ---------------------------- | ----------------- | ----------- | ----------- | ------------ | ------------ |
|                                | Robert Hochbaumgewählt im WK | CDU               | 55.128      | 40,9        | 49.522       | 36,7         |
|                                | Rolf Schwanitz               | SPD               | 21.393      | 15,9        | 20.227       | 15,0         |
|                                | Janina Pfau                  | DIE LINKE         | 33.586      | 24,9        | 35.235       | 26,1         |
|                                | Joachim Günther              | FDP               | 12.755      | 9,5         | 16.882       | 12,5         |
|                                | Thomas Pinkert               | GRÜNE             | 5.849       | 4,3         | 6.781        | 5,0          |
|                                | Frank Hartmut Krien          | NPD               | 4.908       | 3,6         | 4.772        | 3,5          |
|                                | –                            | BüSo              | –           | –           | 815          | 0,6          |
|                                | –                            | REP               | –           | –           | 569          | 0,4          |
|                                | –                            | MLPD              | –           | –           | 251          | 0,2          |
|                                | Steve Körner                 | PBC               | 1.290       | 1,0         | –            | –            |
| Gesamt                         | Gesamt                       | Gesamt            | 134.909     | 100         | 135.054      | 100          |
|                                |                              |                   |             |             |              |              |
| Ungültige Stimmen              | Ungültige Stimmen            | Ungültige Stimmen | 2.421       | 1,8         | 2.276        | 1,7          |
| Wähler                         | Wähler                       | Wähler            | 137.330     | 64,3        | 137.330      | 64,3         |
| Wahlberechtigte                | Wahlberechtigte              | Wahlberechtigte   | 213.732     |             | 213.732      |              |
|                                |                              |                   |             |             |              |              |
| Quellen: Der Bundeswahlleiter, |                              |                   |             |             |              |              |

### Bundestagswahl 2005
| Kandidaten                     | Kandidaten                   | Parteien/Listen   | Erststimmen | Erststimmen | Zweitstimmen | Zweitstimmen |
| Kandidaten                     | Kandidaten                   | Parteien/Listen   | Stimmen     | %           | Stimmen      | %            |
| ------------------------------ | ---------------------------- | ----------------- | ----------- | ----------- | ------------ | ------------ |
|                                | Robert Hochbaumgewählt im WK | CDU               | 58.988      | 36,1        | 49.095       | 30,0         |
|                                | Rolf Schwanitz               | SPD               | 41.200      | 25,2        | 41.100       | 25,1         |
|                                | Wolfgang Hinz                | Die Linke.        | 36.462      | 22,3        | 37.593       | 23,0         |
|                                | Joachim Günther              | FDP               | 10.685      | 6,5         | 16.788       | 10,3         |
|                                | Volker Liskowsky             | GRÜNE             | 5.684       | 3,5         | 6.222        | 3,8          |
|                                | Uwe Bagehorn                 | NPD               | 7.808       | 4,8         | 7.557        | 4,6          |
|                                | –                            | REP               | –           | –           | 982          | 0,6          |
|                                | Anton Andreas Bukschat       | PBC               | 2.578       | 1,6         | 2.101        | 1,3          |
|                                | –                            | BüSo              | –           | –           | 349          | 0,2          |
|                                | –                            | AGFG              | –           | –           | 1.099        | 0,7          |
|                                | –                            | MLPD              | –           | –           | 219          | 0,1          |
|                                | –                            | PSG               | –           | –           | 365          | 0,2          |
| Gesamt                         | Gesamt                       | Gesamt            | 163.405     | 100         | 163.470      | 100          |
|                                |                              |                   |             |             |              |              |
| Ungültige Stimmen              | Ungültige Stimmen            | Ungültige Stimmen | 2.898       | 1,7         | 2.833        | 1,7          |
| Wähler                         | Wähler                       | Wähler            | 166.303     | 75,0        | 166.303      | 75,0         |
| Wahlberechtigte                | Wahlberechtigte              | Wahlberechtigte   | 221.730     |             | 221.730      |              |
|                                |                              |                   |             |             |              |              |
| Quellen: Der Bundeswahlleiter, |                              |                   |             |             |              |              |

### Bundestagswahl 2002
| Kandidaten                     | Kandidaten                   | Parteien/Listen   | Erststimmen | Erststimmen | Zweitstimmen | Zweitstimmen |
| Kandidaten                     | Kandidaten                   | Parteien/Listen   | Stimmen     | %           | Stimmen      | %            |
| ------------------------------ | ---------------------------- | ----------------- | ----------- | ----------- | ------------ | ------------ |
|                                | Robert Hochbaumgewählt im WK | CDU               | 56.785      | 35,0        | 54.840       | 33,7         |
|                                | Rolf Schwanitz               | SPD               | 55.441      | 34,2        | 58.141       | 35,7         |
|                                | Mathias Sachs                | PDS               | 29.429      | 18,1        | 23.764       | 14,6         |
|                                | Dieter Rappenhöner           | GRÜNE             | 4.602       | 2,8         | 5.686        | 3,5          |
|                                | Joachim Günther              | FDP               | 13.352      | 8,2         | 12.406       | 7,6          |
|                                | –                            | REP               | –           | –           | 2.527        | 1,6          |
|                                | –                            | NPD               | –           | –           | 1.134        | 0,7          |
|                                | Andreas Bukschat             | PBC               | 2.578       | 1,6         | 1.830        | 1,1          |
|                                | –                            | GRAUE             | –           | –           | 557          | 0,3          |
|                                | –                            | BüSo              | –           | –           | 218          | 0,1          |
|                                | –                            | Schill            | –           | –           | 1.685        | 1,0          |
| Gesamt                         | Gesamt                       | Gesamt            | 162.187     | 100         | 162.788      | 100          |
|                                |                              |                   |             |             |              |              |
| Ungültige Stimmen              | Ungültige Stimmen            | Ungültige Stimmen | 3.000       | 1,8         | 2.399        | 1,5          |
| Wähler                         | Wähler                       | Wähler            | 165.187     | 73,3        | 165.187      | 73,3         |
| Wahlberechtigte                | Wahlberechtigte              | Wahlberechtigte   | 225.235     |             | 225.235      |              |
|                                |                              |                   |             |             |              |              |
| Quellen: Der Bundeswahlleiter, |                              |                   |             |             |              |              |

### Bundestagswahl 1998
| Kandidaten                     | Kandidaten                  | Parteien/Listen     | Erststimmen | Erststimmen | Zweitstimmen | Zweitstimmen |
| Kandidaten                     | Kandidaten                  | Parteien/Listen     | Stimmen     | %           | Stimmen      | %            |
| ------------------------------ | --------------------------- | ------------------- | ----------- | ----------- | ------------ | ------------ |
|                                | Rudolf Braun                | CDU                 | 54.693      | 33,8        | 50.542       | 31,2         |
|                                | Rolf Schwanitzgewählt im WK | SPD                 | 61.043      | 37,7        | 51.745       | 31,9         |
|                                | Andrea Roth                 | PDS                 | 25.860      | 16,0        | 29.248       | 18,1         |
|                                | Kornelia Müller             | GRÜNE               | 4.776       | 3,0         | 6.357        | 3,9          |
|                                | Joachim Günther             | F.D.P.              | 5.643       | 3,5         | 7.209        | 4,4          |
|                                | –                           | BüSo                | –           | –           | 81           | 0,0          |
|                                | –                           | BFB – Die Offensive | –           | –           | 362          | 0,2          |
|                                | –                           | Chance 2000         | –           | –           | 408          | 0,3          |
|                                | –                           | DVU                 | –           | –           | 3.327        | 2,1          |
|                                | –                           | GRAUE               | –           | –           | 359          | 0,2          |
|                                | Gottfried Hermann Claus     | REP                 | 5.112       | 3,2         | 4.442        | 2,7          |
|                                | –                           | Pro DM              | –           | –           | 4.388        | 2,7          |
|                                | Diana Kaiser                | NPD                 | 3.109       | 1,9         | 2.131        | 1,3          |
|                                | –                           | ödp                 | –           | –           | 143          | 0,1          |
|                                | Andreas Türpe               | PBC                 | 1.499       | 0,9         | 1.269        | 0,8          |
|                                | –                           | DSU                 | –           | –           | –            | –            |
| Gesamt                         | Gesamt                      | Gesamt              | 161.735     | 100         | 162.011      | 100          |
|                                |                             |                     |             |             |              |              |
| Ungültige Stimmen              | Ungültige Stimmen           | Ungültige Stimmen   | 3.051       | 1,9         | 2.775        | 1,7          |
| Wähler                         | Wähler                      | Wähler              | 164.786     | 80,8        | 164.786      | 80,8         |
| Wahlberechtigte                | Wahlberechtigte             | Wahlberechtigte     | 203.991     |             | 203.991      |              |
|                                |                             |                     |             |             |              |              |
| Quellen: Der Bundeswahlleiter, |                             |                     |             |             |              |              |

### Bundestagswahl 1994
| Kandidaten                     | Kandidaten                | Parteien/Listen   | Erststimmen | Erststimmen | Zweitstimmen | Zweitstimmen |
| Kandidaten                     | Kandidaten                | Parteien/Listen   | Stimmen     | %           | Stimmen      | %            |
| ------------------------------ | ------------------------- | ----------------- | ----------- | ----------- | ------------ | ------------ |
|                                | Rudolf Braungewählt im WK | CDU               | 70.467      | 48,5        | 68.796       | 47,3         |
|                                | –                         | SPD               | 41.509      | 28,6        | 40.070       | 27,5         |
|                                | –                         | PDS               | 18.914      | 13,0        | 19.116       | 13,1         |
|                                | –                         | GRÜNE             | 6.610       | 4,6         | 6.123        | 4,2          |
|                                | –                         | F.D.P.            | 7.121       | 4,9         | 7.650        | 5,3          |
|                                | –                         | GRAUE             | –           | –           | 512          | 0,4          |
|                                | –                         | REP               | –           | –           | 2.192        | 1,5          |
|                                | –                         | MLPD              | –           | –           | 33           | 0,0          |
|                                | –                         | ÖDP               | –           | –           | 257          | 0,2          |
|                                | –                         | PBC               | –           | –           | 784          | 0,5          |
|                                | –                         | DVP               | 606         | 0,4         | –            | –            |
| Gesamt                         | Gesamt                    | Gesamt            | 145.227     | 100         | 145.533      | 100          |
|                                |                           |                   |             |             |              |              |
| Ungültige Stimmen              | Ungültige Stimmen         | Ungültige Stimmen | 1.660       | 1,1         | 1.354        | 0,9          |
| Wähler                         | Wähler                    | Wähler            | 146.887     | 71,8        | 146.887      | 71,8         |
| Wahlberechtigte                | Wahlberechtigte           | Wahlberechtigte   | 204.676     |             | 204.676      |              |
|                                |                           |                   |             |             |              |              |
| Quellen: Der Bundeswahlleiter, |                           |                   |             |             |              |              |

### Bundestagswahl 1990
| Kandidaten                  | Kandidaten                     | Parteien/Listen   | Erststimmen | Erststimmen | Zweitstimmen | Zweitstimmen |
| Kandidaten                  | Kandidaten                     | Parteien/Listen   | Stimmen     | %           | Stimmen      | %            |
| --------------------------- | ------------------------------ | ----------------- | ----------- | ----------- | ------------ | ------------ |
|                             | Bertram Wieczorekgewählt im WK | CDU               | 75.956      | 48,7        | 76.047       | 48,5         |
|                             | Rolf Schwanitz                 | SPD               | 28.264      | 18,1        | 28.088       | 17,9         |
|                             | Annelies Kubicek               | PDS               | 10.951      | 7,0         | 10.222       | 6,5          |
|                             | Roberto Rink                   | DSU               | 12.375      | 7,9         | 6.210        | 4,0          |
|                             | Joachim Günther                | F.D.P.            | 18.950      | 12,2        | 24.381       | 15,6         |
|                             | Uwe Täschner                   | GRÜNE             | 8.020       | 5,1         | 6.523        | 4,2          |
|                             | –                              | BSA               | –           | –           | 16           | 0,0          |
|                             | Uwe Eberhard Barth             | LIGA              | 1.390       | 0,9         | 968          | 0,6          |
|                             | –                              | DIE GRAUEN        | –           | –           | 822          | 0,5          |
|                             | –                              | REP               | –           | –           | 2.716        | 1,7          |
|                             | –                              | KPD               | –           | –           | 50           | 0,0          |
|                             | –                              | NPD               | –           | –           | 304          | 0,2          |
|                             | –                              | ÖDP               | –           | –           | 263          | 0,2          |
|                             | –                              | Patrioten         | –           | –           | 16           | 0,0          |
|                             | –                              | SpAD              | –           | –           | 17           | 0,0          |
|                             | –                              | VAA               | –           | –           | 69           | 0,0          |
| Gesamt                      | Gesamt                         | Gesamt            | 155.906     | 100         | 156.712      | 100          |
|                             |                                |                   |             |             |              |              |
| Ungültige Stimmen           | Ungültige Stimmen              | Ungültige Stimmen | 3.162       | 2,0         | 2.356        | 1,5          |
| Wähler                      | Wähler                         | Wähler            | 159.068     | 79,0        | 159.068      | 79,0         |
| Wahlberechtigte             | Wahlberechtigte                | Wahlberechtigte   | 201.229     |             | 201.229      |              |
|                             |                                |                   |             |             |              |              |
| Quellen: Statistik Sachsen, |                                |                   |             |             |              |              |